# Tōya-See
Der Tōya-See (jap. 洞爺湖, Tōya-ko) ist ein vulkanischer Caldera-See im Shikotsu-Tōya-Nationalpark in der Unterpräfektur Iburi im Südwesten Hokkaidōs in Japan. Der Tōya ist der nördlichste See Japans, der nie zufriert, und ist nach dem Mashū-See der zweitklarste See Japans.
Auf Naka-no-shima (中島, dt. „Insel [in] der Mitte“; 4,85 km²), einer Insel in der Mitte des Sees, befindet sich ein Waldmuseum. Der See ist der Fläche nach der neuntgrößte, als Caldera-See gar der drittgrößte Japans. Der Name Tōya entstammt der Ainu-Sprache und setzt sich aus den beiden Worten für See (to) und Ufer (ya) zusammen.
Der See gehört zu den Gemeinden Sōbetsu am Ostufer und Tōyako am Westufer. In letzterer hat 2008 der 34. G8-Gipfel stattgefunden.

## Fauna
Im See sind der Japan-Saibling, der Karpfenfisch Ugui (Tribolodon hakonensis) und Grundeln heimisch. Daneben wurden weitere Arten wie der Stint, der Rotlachs (Oncorhynchus nerka), die Regenbogenforelle, der Masu-Lachs, Karpfen und Forelle (Salmo trutta) etc. im See ausgesetzt und angesiedelt. Fischeier des Rotlachs wurde erstmals 1893 in den See eingebracht. 1930 wurden 25 t Rotlachs gefangen. Die Fischfangmenge stieg bis 1950 auf 100 t an, dann jedoch stieg durch eine nahegelegene Mine der Säuregehalt des Wassers an, was zu einem Rückgang des gesamten Fischbestandes führte. Die Wasserqualität verbessert sich im Laufe der Jahre langsam, sodass 1986 wieder 50 t Rotlachs gefangen wurden. Der Stint wurde 1912 aus dem Binnensee Kasumigaura in den Tōya-See gebracht, die Regenbogenforelle wurde 1926, der Masu-Lachs 1928 ausgesetzt.
Außer den verschiedenen Fischarten leben auf der kleinen Insel Naka-no-shima im Zentrum des Sees Sikahirsche. 1957 wurden zunächst ein einzelnes Männchen, ein Jahr später zudem noch ein Weibchen auf die Insel verbracht. 1965 wurde ein zweites Weibchen zur Insel gebracht. Die maximale Anzahl der Sikahirsche erreichte zeitweise 400 Tiere.

## Galerie

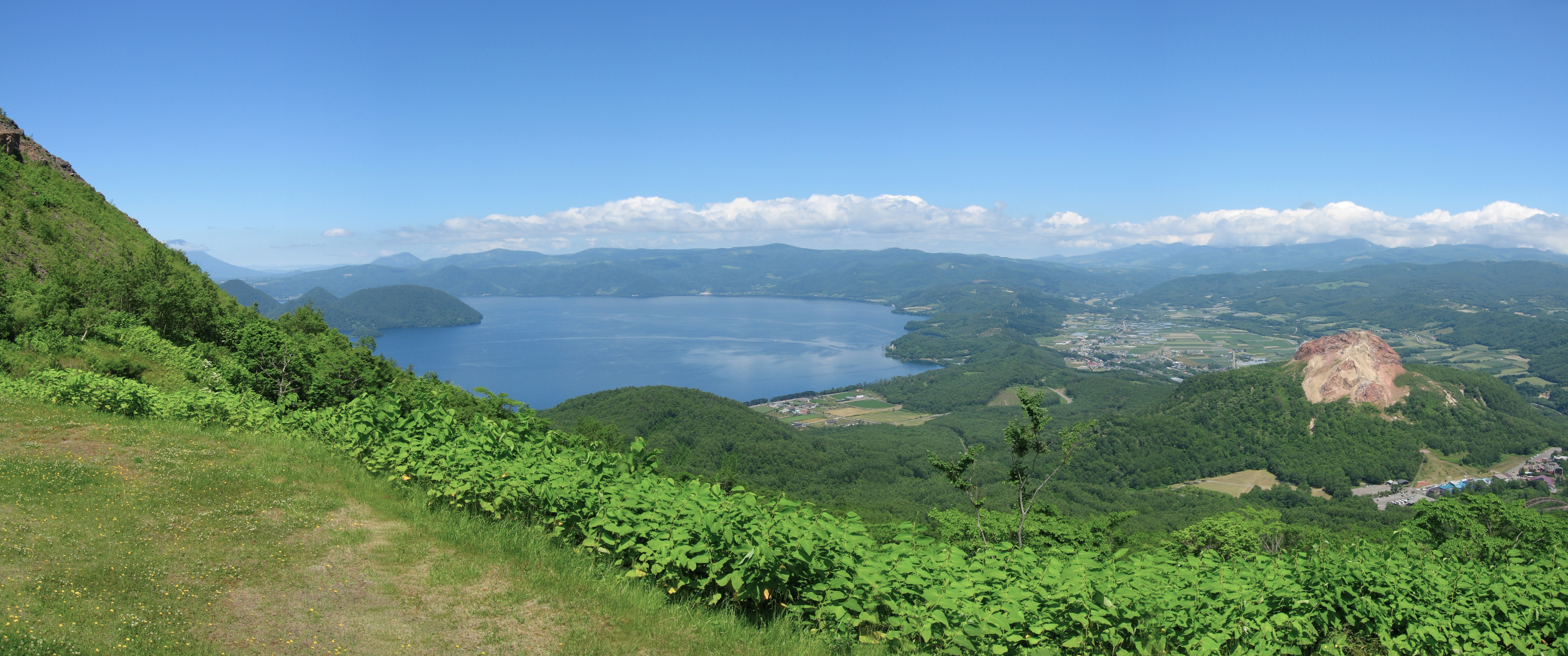
Vom Vulkan Usu aus gesehen
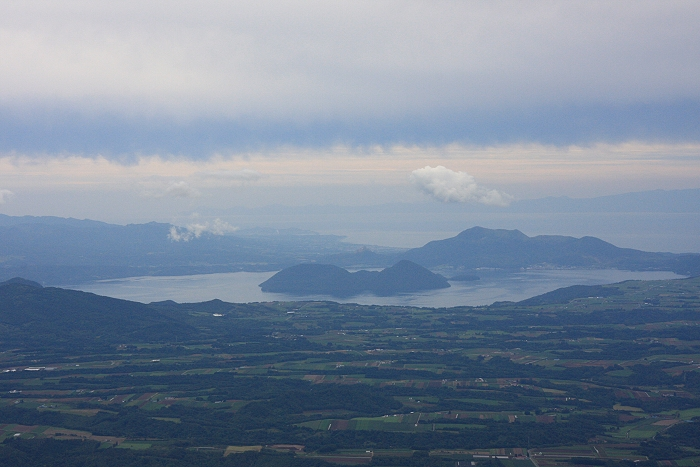
Vom Berg Yōtei aus gesehen
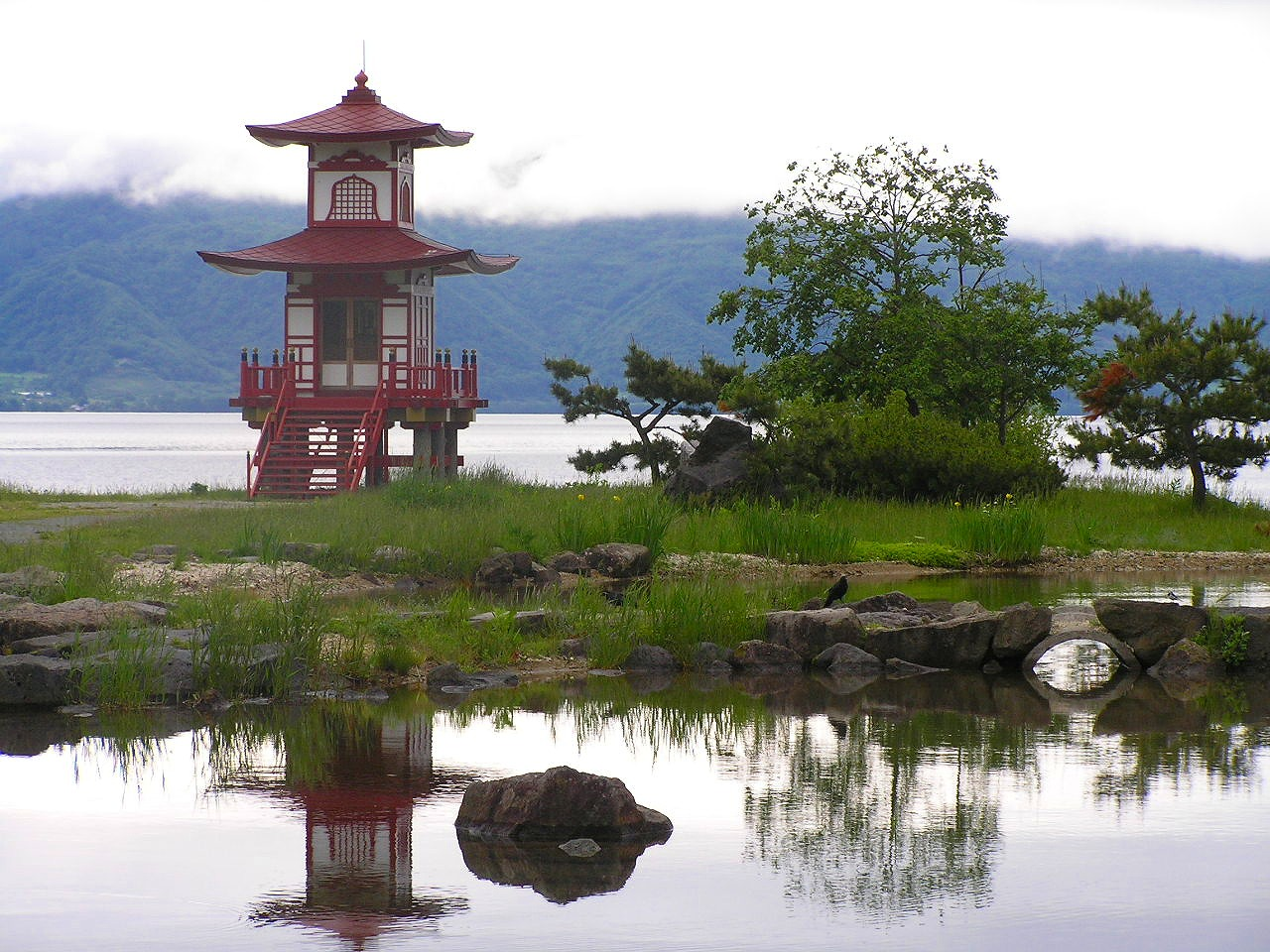
Park Ukimidō am Nordufer des Sees